# Aichryson villosum
Espèce
Synonymes
- Aichryson radicescens Webb & Berthel.[2]
- Sempervivum villosum Aiton[2]

Aichryson villosum est une espèce de plantes grasses de la famille des Crassulaceae et du genre Aichryson.